# Мастелла, Клементе
Марио Клементе Мастелла (итал. Mario Clemente Mastella; род. 5 февраля 1947, Чеппалони, провинция Беневенто, Кампания) — итальянский политик, министр труда и социального обеспечения (1994—1995), министр юстиции (2006—2008).

## Биография

### Ранние годы и начало политической карьеры
Родился 5 февраля 1947 года в Чеппалони. Сын учителя, получил высшее образование в философии, стал журналистом, работал на RAI. Пришёл в политику в 1976 году, возглавлял пресс-бюро Христианско-демократической партии во времена Чириако Де Мита. В 1989 году на съезде христианских демократов журналист Джампаоло Панса назвал хорошо организованную клаку «мастелланскими войсками» (truppe mastellate).

### Мэр Чеппалони
С 10 марта 1986 по 17 июня 1991 года Мастелла был мэром Чеппалони и членом коммунального совета от Христианско-демократической партии, с 17 июня 1991 по 21 июля 1992 года — мэром, также при поддержке ХДП. С 27 мая 2003 по 7 апреля 2008 года Мастелла при поддержке левоцентристской коалиции вновь занимал кресло мэра родного города.

### Депутат, министр, сенатор
Мастелла избирался по спискам ХДП в Палату депутатов с VII по X созыв (1976—1992 годы), в Палате XI, XII и XIII созывов с 1992 по 1999 год входил во фракции Христианско-демократического центра и Итальянской народной партии, а вторую половину XIII созыва с 1999 по 2001 год — во фракции Демократического союза за Республику или его партийную группу в Смешанной фракции. В Палате XIV созыва в 2001 и 2002 году состоял во фракции «Маргаритка-Оливковое дерево», а в 2002 и 2003 году — в партийной группе Союза демократов за Европу Смешанной фракции.
В 1994 году, после развала ХДП, Мастелла в числе сторонников Чириако де Мита стал одним из основателей возникшей на её руинах новой политической партии — Христианско-демократический центр.
С 10 мая 1994 по 17 января 1995 года Мастелла являлся министром труда и социального обеспечения в первом правительстве Берлускони.

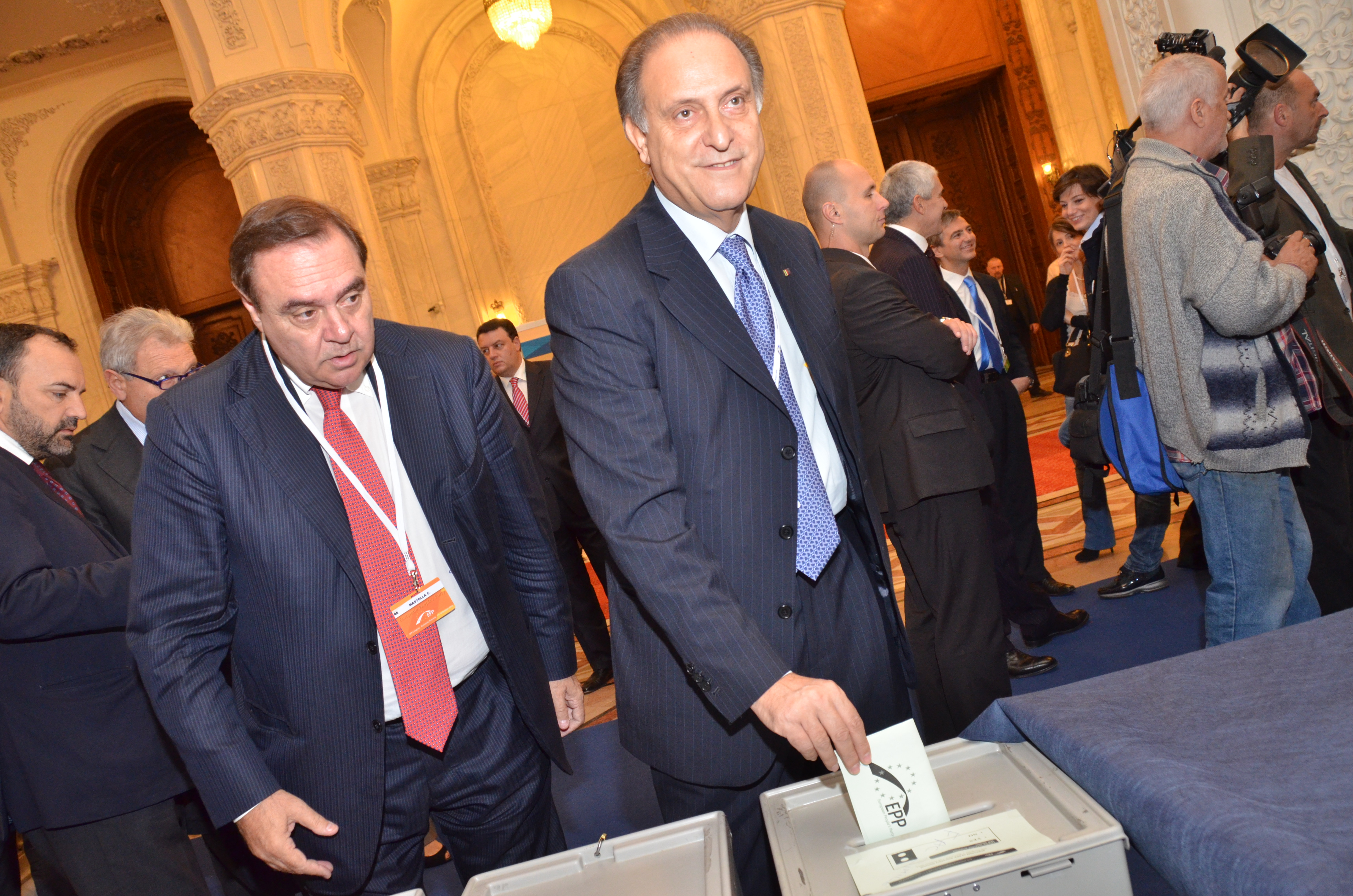
Мастелла и Чеза, Лоренцо при голосовании в Европарламенте 18 октября 2012 года.

В феврале 1998 года Мастелла спровоцировал раскол в рядах ХДЦ и основал вместе со своими сторонниками партию «Христианские демократы за Республику» (CDR). Уже в июне того же года она влилась в созданный при решающем участии Франческо Коссига Демократический союз за Республику, который Мастелла возглавил и содействовал политическому сотрудничеству этой партии сначала с правоцентристским Народом свободы Берлускони, а затем — с Оливковым деревом.
В 1999 году Мастелла со своими сторонниками вышел из партии Коссиги и основал новую партию — Союз демократов за Европу.
С 1999 по 2004 и с 2009 по 2014 год Мастелла являлся депутатом Европарламента и всё это время входил во фракцию Европейской народной партии.
В октябре 2005 года Мастелла принял участие в предварительных выборах единого кандидата левоцентристской коалиции «Союз» на должность премьер-министра, но с результатом 4,6 % голосов остался на третьем месте после Романо Проди (74,1 %) и Фаусто Бертинотти (14,7 %).
В 2006 году Мастелла был избран в Сенат Италии XV созыва от Калабрии, входил в партийную группу ПСДЕ Смешанной фракции, 26 февраля 2008 года досрочно передал свой мандат однопартийцу Томмазо Барбато.

### Второе правительство Проди

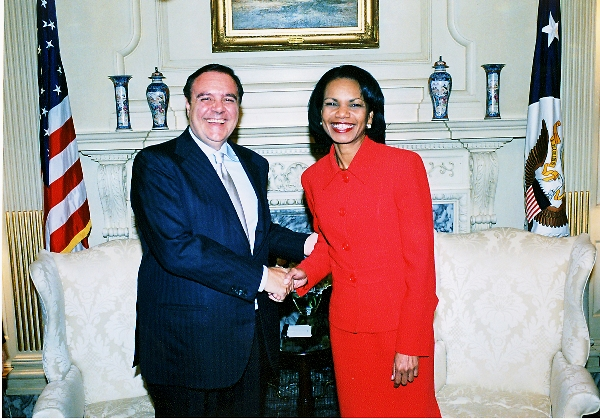
Министр юстиции Мастелла с Кондолизой Райс во время визита в США 13 октября 2006 года.

17 мая 2006 года Мастелла в качестве представителя СДЕ, поддержавшего формирование второго правительства Проди, получил в нём портфель министра юстиции, хотя добивался места министра обороны.
14 октября 2007 года Мастелла оказался под следствием прокуратуры Катандзаро по подозрению в злоупотреблении служебным положением и нарушении «закона Ансельми» о тайных обществах. Действия министра юстиции привлекли внимание следствия в рамках так называемого «расследования Why Not» (Inchiesta Why Not), прозванного так прессой по названию оказавшейся в центре расследования IT-компании, из-за связей Мастелла с основным подозреваемым Антонио Саладино (Antonio Saladino). Мастелла отверг все обвинения и назвал «гнусными и смешными» любые подозрения по поводу его членства в масонской ложе Сан-Марино, которое также ставилось ему в вину (кроме того, прокуратура Санта-Мария-Капуа-Ветере обвинила Мастелла, его жену и ряд однопартийцев в даче взятки тогдашнему губернатору Кампании Антонио Бассолино — все были полностью оправданы 11 сентября 2017 года).
16 января 2008 года Мастелла подал в отставку в знак протеста против домашнего ареста его оказавшейся под следствием жены, председателя регионального совета Кампании Сандры Лонардо, объяснив своё решение убеждением в невиновности супруги и незаконностью применённой к ней меры пресечения. 17 января он подтвердил своё решение (обязанности министра юстиции временно перешли к премьеру Романо Проди), но пообещал правительству сохранение поддержки со стороны его партии. Тем не менее, спустя несколько дней Союз демократов за Европу вышел из правительственной коалиции, и 24 января 2008 года Сенат проголосовал против доверия правительству, спровоцировав его падение в результате начавшегося политического кризиса.

### Вне власти
В 2013 году Мастелла вместе со своей партией вступил в возрождённую партию Берлускони Вперёд, Италия.
На выборах в Европейский парламент в мае 2014 года Мастелла занял по списку партии Вперёд, Италия лишь шестое место в своём округе, набрав 60 333 голоса, в то время как победитель Раффаэле Фитто заручился поддержкой 284 544 избирателей, положив конец европейской парламентской карьере Мастелла.
В сентябре 2014 года мэр Неаполя, бывший прокурор Катандзаро Луиджи Де Маджистрис, занимавшийся следствием по делу Мастелла, был в этой связи осуждён на один год и три месяца с отсрочкой исполнения приговора по обвинению в злоуптреблении служебным положением. В декабре 2014 года уголовное дело против Клементе Мастелла, его жены Сандры и их сына Пеллегрино было отправлено в архив, что сам Мастелла объяснил их невиновностью в предъявленных обвинениях.
В январе 2015 года Мастелла переучредил партию Союз демократов за Европу под названием «Пополяры за Юг» (Popolari per il Sud).

### Мэр Беневенто
19 июня 2016 года победил во втором туре выборов мэра Беневенто (административный центр одноимённой провинции в области Кампания) с результатом 62,88 % голосов против 37,12 % у его соперника, кандидата от левоцентристской коалиции во главе с правящей Демократической партией, Раффаэле Дель Веккьо. Мастелла выступал на выборах в качестве кандидата коалиции с участием партий «Вперёд, Италия» и Союз центра, а также «списка Мастеллы» и списка «Мы самниты за Мастеллу» (Noi Sanniti per Mastella).

## Семья
Мастелла женат на Сандре Лонардо, имеет троих детей: Элио (в 2008 году вступил в публичный конфликт с журналистом Алессандро Сортино, пытавшимся выпустить в эфир свою телепрограмму Le Iene с информацией о заключении под домашний арест Сандры Лонардо), Пеллегрино (в 2006 году получил известность благодаря пышной свадьбе с участием 600 гостей), Саша (девочка из Белоруссии, удочерённая в возрасте восьми лет).